# Kivuastrild
Kivuastrild (Estrilda kandti) är en fågel i familjen astrilder inom ordningen tättingar.

## Utbredning och systematik
Fågeln förekommer i bergstrakter i Rift Valley i östligaste Kongo-Kinshasa, Uganda, Burundi, Rwanda och Kenya. Arten behandlas antingen som monotypisk eller delas in i två underarter med följande utbredning:
- Estrilda kandti kandti – östcentrala Kongo-Kinshasa, Uganda, Rwanda och Burundi
- Estrilda kandti keniensis – centrala Kenya

Tidigare behandlades den som underart till svarthättad astrild (Estrilda atricapilla) och vissa gör det fortfarande.

## Status
Arten har ett stort utbredningsområde och beståndet anses vara stabilt. Internationella naturvårdsunionen IUCN listar den därför som livskraftig (LC).

## Namn
Fågelns vetenskapliga namn hedrar den tyske upptäcktsresanden Richard Kandt (1867-1918), verksam i Kongo 1897-1903 och boende i Ruanda i Tyska Östafrika 1906-1914. Tidigare kallades den kandtastrild även på svenska, men tilldelades 2023 ett mer informativt namn av BirdLife Sveriges taxonomikommitté.